# WNOI
Koordinaten: 38° 40′ 42″ N, 88° 29′ 14″ W
WNOI oder WNOI-FM (Branding: „Music 104“) ist ein US-amerikanischer kommerzieller Hörfunksender aus Flora im US-Bundesstaat Illinois. WNOI sendet auf der UKW-Frequenz 103,9 MHz. Das Sendeformat ist ausgerichtet auf Adult Contemporary. Eigentümer und Betreiber ist die H & R Communications, Inc.